# The Best FIFA Football Awards 2021

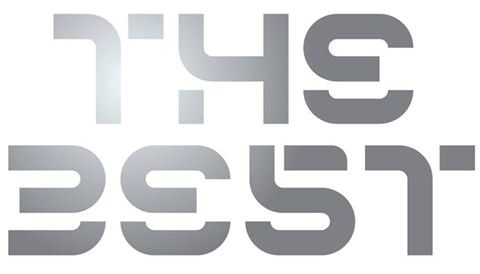
Het logo van The Best FIFA Football Awards.

The Best FIFA Football Awards van 2021 was de zesde editie van de jaarlijkse, door de FIFA georganiseerde ceremonie om personen in het voetbal te eren door middel het uitreiken van prijzen. Robert Lewandowski en Alèxia Putellas wonnen de belangrijkste prijzen.

## Ceremonie
De ceremonie waarop de winnaars van de prijzen bekend werden gemaakt, vond virtueel plaats in Zürich op 17 januari 2022. Veel van de genomineerden waren online te gast. De presentatie van deze ceremonie was in handen van de Engels-Bangladeshe sportpresentatrice Reshmin Chowdhury en de Engelse presentator, voetbalanalist en voormalig profvoetballer Jermaine Jenas. Het werd uitgezonden op FIFA.com, de officiële site van de FIFA, en op het YouTube-kanaal FIFA TV. Personen die ter plekke te gast waren, waren FIFA-medewerkers Gianni Infantino, Fatma Samoura en Arsène Wenger, FIFA legends Fara Williams, Peter Schmeichel, Yaya Touré, Júlio César, Lotta Schelin en Lothar Matthäus en Cristiano Ronaldo, een winnaar van The Best FIFA Special Award.

## Stemproces

### The Best FIFA Player / Coach / Goalkeeper
The Best FIFA Player, The Best FIFA Coach en The Best FIFA Goalkeeper werden benoemd op basis van prestaties op en buiten het voetbalveld tussen 8 oktober 2020 en 6 augustus 2021 (voor de mannelijke prijzen) of 7 augustus 2021 (voor de vrouwelijke prijzen). De FIFA stelde in samenwerking met voetbal-belanghebbenden selecties samen van genomineerden, die bekeken werden door experts in het mannen- en vrouwenvoetbal, die een definitieve lijst van genomineerden maakten. Tussen de bekendmaking van de genomineerden op 22 november en 10 december 2021 kon er op de door hen genomineerden gestemd worden, door een speler op plek 1 (5 punten), plek 2 (3 punten) en plek 3 (1 punt) te rangschikken. De volgende vier categorieën van personen konden stemmen op de genomineerden en waren verantwoordelijk voor 25% van het eindresultaat:
1. Eén bondscoach per (mannelijk bij de mannelijke prijzen, vrouwelijk bij de vrouwelijke prijzen) nationaal elftal.
2. Eén aanvoerder per (mannelijk bij de mannelijke prijzen, vrouwelijk bij de vrouwelijke prijzen) nationaal elftal.
3. Eén journalist per land met een nationaal elftal.
4. Fans over de gehele wereld geregistreerd bij FIFA.com.

Genomineerden konden niet op zichzelf stemmen, maar wel op landgenoten. Bij The Best FIFA Player ontving de genomineerde met de meeste punten in een stemmers-categorie 13 punten, de genomineerde met de op 1 na meeste punten in een stemmers-categorie 11 punten en de genomineerde op de 3de plaats 9 punten. Vervolgens werd het aantal punten afgerekend per het aantal plaatsen lager gerangschikt in een stemmers-categorie. Voor The Best FIFA Coach en The Best FIFA Goalkeeper werkte hetzelfde systeem, maar werd er begonnen met 7 punten, voor de genomineerde met het meeste aantal punten in een stemmers-categorie. Het aantal punten dat een genomineerde heeft ontvangen van elke stemmers-categorie werd uiteindelijk opgeteld om een eindresultaat te krijgen. De genomineerden met de meeste behaalde punten wonnen de prijzen.

### FIFA FIFPro World11
In de FIFA FIFPro World11 stonden de spelers die op basis van hun prestaties tussen 8 oktober en 6 augustus (voor het FIFA FIFPro Women's World11) of 7 augustus (voor het FIFA FIFPro Men's World11) 2021 verkozen werden tot de besten in hun positie. De spelers in het team moesten minstens 18 (voor de vrouwen) of 35 wedstrijden gespeeld hebben om kans te maken op een plaats in het team. Profvoetballers over de hele wereld konden vanaf augustus vijf weken stemmen en elke stem telde daarbij even zwaar. Elke stemmer koos één doelman, drie verdedigers, drie middenvelders en drie aanvallers in willekeurige volgorde. De doelman, drie verdedigers, drie middenvelders en drie aanvallers met de meeste stemmen werden uiteindelijk opgenomen in het team, samen met de speler met de meeste stemmen die nog niet in het team zat, die de vierde speler in zijn positie van het team werd. Als er op meerdere posities werd gestemd op dezelfde speler, werden die stemmen bij elkaar opgeteld bij het kiezen van de elfde speler. Naast het elftal werd er ook een 23-koppige selectie gemaakt, bestaande uit de drie doelmannen, zes verdedigers, zes middenvelder en zes aanvallers met de meeste stemmen, aangevuld met de twee spelers met de meeste stemmen die nog niet in de selectie zaten.

### FIFA Puskás Award
De FIFA Puskás Award werd vergeven aan de speler die het mooiste doelpunt maakte tussen 8 oktober 2020 en 7 augustus 2021. FIFA-experts stelden een selectie samen van elf doelpunten. De volgende twee categorieën van personen konden vervolgens tussen de bekendmaking van de genomineerden op 29 november en 17 december 2021 stemmen op de genomineerden door een speler op plek 1 (5 punten), plek 2 (3 punten) en plek 3 (1 punt) aan te wijzen en zijn verantwoordelijk voor 50% van het eindresultaat:
1. Een jury bestaande uit FIFA legends.
2. Fans over de gehele wereld geregistreerd bij FIFA.com.

De genomineerde met het meeste aantal punten in een stemmers-categorie ontving 13 punten, de genomineerde met de op 1 na meeste punten in een stemmers-categorie ontving 11 punten en de genomineerde op de 3de plaats ontving 9 punten. Vervolgens werd het aantal punten afgerekend per het aantal plaatsen lager gerangschikt in een stemmers-categorie. Het aantal punten dat een genomineerde heeft ontvangen van elke stemmers-categorie werd uiteindelijk opgeteld om een eindresultaat te krijgen. De genomineerde met het meeste aantal punten won de prijs.

### FIFA Fair Play Award
De FIFA Fair Play Award werd vergeven aan een speler, trainer, team, scheidsrechter, individuele fan of een groep fans die voorbeeldig Fair Play-gedrag heeft getoond, op het voetbalveld of in verband met een officiële voetbalwedstrijd (ook in het amateurvoetbal) buiten het voetbalveld. De genomineerden moeten voorbeeldig gedrag vertoond hebben en de winnaar werd bepaald door een groep van experts van de FIFA en belanghebbenden.

### FIFA Fan Award
De FIFA Fan Award werd vergeven aan een of meerdere voetbalfans met het beste fan-moment tussen oktober 2020 en augustus 2021. In samenwerking met belanghebbenden stelde de FIFA een lijst van genomineerden op, waarop een groep van FIFA legends stemde. Daardoor waren er drie genomineerden waarop gestemd kon worden door voetbalfans op FIFA.com door de momenten te rangschikken met de eerste (vijf punten), tweede (drie punten) en de derde (één punt) plaats. Het aantal punten van alle stemmers werd opgeteld en het moment met de meeste punten won de prijs.

### Panels van FIFA-experts
Dit was het panel van experts van het mannenvoetbal die een lijst van genomineerden samenstelden voor The Best FIFA Men's Player, The Best FIFA Men's Coach, The Best FIFA Men's Goalkeeper en de FIFA Puskás Award en de winnaar kozen voor de FIFA Fair Play Award:
- Ali Al-Habsi
- Jared Borgetti

- Tim Cahill
- Geremi

- Júlio César
- Jürgen Klinsmann

- Alexi Lalas
- Javier Mascherano

- Ryan Nelsen
- David Trezeguet

Dit was het panel van experts van het vrouwenvoetbal die een lijst van genomineerden samenstelden voor The Best FIFA Women's Player, The Best FIFA Women's Coach, The Best FIFA Women's Goalkeeper en de FIFA Puskás Award en de winnaar kozen voor de FIFA Fair Play Award:
- Florence Adhiambo
- Margaret Aka

- Eniola Aluko
- Emma Byrne

- April Heinrichs
- Rosana

- Memunatu Sulemana
- Homare Sawa

- Marta Tejedor
- Chan Yuen Ting

## Winnaars en genomineerden

### The Best FIFA Player

#### The Best FIFA Men's Player
Voor een zesde keer werd de beste voetballer in het mannenvoetbal uitgeroepen tot The Best FIFA Men's Player. Op 7 januari 2021 werd bekendgemaakt dat Robert Lewandowski (winnaar in 2020 en genomineerde in 2016 en 2017), Lionel Messi (winnaar in 2019, finalist in 2016, 2017 en 2020 en genomineerde in 2018) en Mohamed Salah (finalist in 2018 en genomineerde in 2019 en 2020) de finalisten voor de prijs waren. Lewandowski won de prijs, nadat hij o.a. een recordaantal doelpunten in de Bundesliga scoorde en verdedigde daarmee zijn titel.
| nr.                   | speler             | club(s)             | positie      | score      |
| finalisten            | finalisten         | finalisten          | finalisten   | finalisten |
| --------------------- | ------------------ | ------------------- | ------------ | ---------- |
| 1.                    | Robert Lewandowski | Bayern München      | aanvaller    | 48         |
| 2.                    | Lionel Messi       | FC Barcelona        | aanvaller    | 44         |
| 3.                    | Mohamed Salah      | Liverpool FC        | aanvaller    | 39         |
| overige genomineerden |                    |                     |              |            |
| 4.                    | Karim Benzema      | Real Madrid         | aanvaller    | 30         |
| 5.                    | N'Golo Kanté       | Chelsea FC          | middenvelder | 24*        |
| 6.                    | Jorginho           | Chelsea FC          | middenvelder | 24         |
| 7.                    | Cristiano Ronaldo  | Juventus FC         | aanvaller    | 23         |
| 8.                    | Kylian Mbappé      | Paris Saint-Germain | aanvaller    | 16         |
| 9.                    | Kevin De Bruyne    | Manchester City     | middenvelder | 11         |
| 10.                   | Neymar             | Paris Saint-Germain | aanvaller    | 10         |
| 11.                   | Erling Haaland     | Borussia Dortmund   | aanvaller    | 7          |

#### The Best FIFA Women's Player
Voor een zesde keer werd de beste voetbalster in het vrouwenvoetbal benoemd tot The Best FIFA Women's Player. Op 7 januari 2021 werd bekendgemaakt dat Jennifer Hermoso (genomineerde in 2020), Sam Kerr (genomineerde in 2017, 2018, 2019 en 2020) en Alèxia Putellas de finalisten voor de prijs waren. Putellas won de prijs, nadat zij o.a. de treble won met FC Barcelona en werd daarmee de opvolger van Lucy Bronze en de eerste Spaanse winnares.
| nr.                   | speler                 | club(s)         | positie      | score      |
| finalisten            | finalisten             | finalisten      | finalisten   | finalisten |
| --------------------- | ---------------------- | --------------- | ------------ | ---------- |
| 1.                    | Alèxia Putellas        | FC Barcelona    | middenvelder | 52         |
| 2.                    | Sam Kerr               | Chelsea LFC     | aanvaller    | 38         |
| 3.                    | Jennifer Hermoso       | FC Barcelona    | aanvaller    | 33         |
| overige genomineerden |                        |                 |              |            |
| 4.                    | Vivianne Miedema       | Arsenal WFC     | aanvaller    | 30         |
| 5.                    | Christine Sinclair     | Portland Thorns | aanvaller    | 28         |
| 6.                    | Aitana Bonmatí         | FC Barcelona    | middenvelder | 26         |
| 7.                    | Lucy Bronze            | Manchester City | verdediger   | 16         |
| 8.                    | Magdalena Eriksson     | Chelsea LFC     | verdediger   | 15         |
| 9.                    | Caroline Graham Hansen | FC Barcelona    | aanvaller    | 12         |
| 10.                   | Pernille Harder        | Chelsea LFC     | aanvaller    | 10         |
| 11.                   | Ellen White            | Manchester City | aanvaller    | 9          |
| 12.                   | Stina Blackstenius     | BK Häcken       | aanvaller    | 5          |
| 13.                   | Ji So-yun              | Chelsea LFC     | middenvelder | 4          |

### The Best FIFA Coach

#### The Best FIFA Men's Coach
Voor een zesde keer werd de beste trainer in het mannenvoetbal uitgeroepen tot The Best FIFA Men's Coach. Op 6 januari 2021 werd bekendgemaakt dat Pep Guardiola (finalist in 2019 en genomineerde in 2016, 2017 en 2018), Roberto Mancini en Thomas Tuchel de finalisten voor de prijs waren. Tuchel won de prijs, nadat hij o.a. de Champions League won met Chelsea FC en werd daarmee de opvolger van zijn landgenoot Jürgen Klopp en de eerste winnaar van deze prijs namens Chelsea FC.
| nr.                   | trainer         | team(s)                        | score      |
| finalisten            | finalisten      | finalisten                     | finalisten |
| --------------------- | --------------- | ------------------------------ | ---------- |
| 1.                    | Thomas Tuchel   | Paris Saint-Germain Chelsea FC | 28         |
| 2.                    | Roberto Mancini | Italië                         | 15         |
| 3.                    | Pep Guardiola   | Manchester City                | 14         |
| overige genomineerden |                 |                                |            |
| 4.                    | Lionel Scaloni  | Argentinië                     | 7          |
| 5.                    | Hansi Flick     | Bayern München Duitsland       | 6          |
| 6.                    | Diego Simeone   | Atlético Madrid                | 1*         |
| 7.                    | Antonio Conte   | Internazionale                 | 1          |

#### The Best FIFA Women's Coach
Voor een zesde keer werd de beste trainer in het vrouwenvoetbal uitgeroepen tot The Best FIFA Women's Coach. Op 6 januari 2021 werd bekendgemaakt dat Lluís Cortés (genomineerde in 2020), Emma Hayes (genomineerde in 2017 en 2018 en finalist in 2020) en Sarina Wiegman (winnaar in 2017 en 2020 en finalist in 2018 en 2019) de finalisten voor de prijs waren. Hayes won de prijs, nadat zij o.a. de finale van de Champions League bereikte met Chelsea LFC en werd daarmee de opvolger van Wiegman en de eerste winnaar die actief was in de Super League.
| nr.                   | trainer           | team(s)             | score      |
| finalisten            | finalisten        | finalisten          | finalisten |
| --------------------- | ----------------- | ------------------- | ---------- |
| 1.                    | Emma Hayes        | Chelsea LFC         | 22         |
| 2.                    | Lluís Cortés      | FC Barcelona        | 19         |
| 3.                    | Sarina Wiegman    | Nederland           | 14         |
| overige genomineerden |                   |                     |            |
| 4.                    | Bev Priestman     | Engeland –17 Canada | 13         |
| 5.                    | Peter Gerhardsson | Zweden              | 4          |

### The Best FIFA Goalkeeper

#### The Best FIFA Men's Goalkeeper
Voor een vierde keer werd de beste doelman in het mannenvoetbal uitgeroepen tot The Best FIFA Men's Goalkeeper. Op 5 januari 2021 werd bekendgemaakt dat Gianluigi Donnarumma, Édouard Mendy en Manuel Neuer (winnaar in 2020) de finalisten voor de prijs waren. Mendy won de prijs op basis van de tiebreak van het meeste aantal punten van de aanvoerders van nationale teams, nadat hij negen clean sheets hield op weg naar de Champions League-winst en werd daarmee de opvolger van Neuer en de eerste Afrikaanse winnaar van de prijs.
| nr.                   | doelman              | team(s)                      | score      |
| finalisten            | finalisten           | finalisten                   | finalisten |
| --------------------- | -------------------- | ---------------------------- | ---------- |
| 1.                    | Édouard Mendy        | Chelsea FC                   | 24*        |
| 2.                    | Gianluigi Donnarumma | AC Milan Paris Saint-Germain | 24         |
| 3.                    | Manuel Neuer         | Bayern München               | 12         |
| overige genomineerden |                      |                              |            |
| 4.                    | Alisson              | Liverpool FC                 | 8          |
| 5.                    | Kasper Schmeichel    | Leicester City               | 4          |

#### The Best FIFA Women's Goalkeeper
Voor een derde keer werd de beste doelvrouw in het vrouwenvoetbal benoemd tot The Best FIFA Women's Goalkeeper. Op 5 januari 2021 werd bekendgemaakt dat Ann-Katrin Berger (genomineerde in 2020), Christiane Endler (finalist in 2019 en 2020) en Stephanie Labbé de finalisten voor de prijs waren. Endler won de prijs, nadat zij o.a. negentien clean sheets hield op weg naar de Division 1-titel en werd daarmee de opvolger van Sarah Bouhaddi en de eerste Zuid-Amerikaanse winnares van de prijs.
| nr.                   | doelvrouw         | team(s)                                | score      |
| finalisten            | finalisten        | finalisten                             | finalisten |
| --------------------- | ----------------- | -------------------------------------- | ---------- |
| 1.                    | Christiane Endler | Paris Saint-Germain Olympique Lyonnais | 26         |
| 2.                    | Stephanie Labbé   | Chelsea LFC                            | 20         |
| 3.                    | Ann-Katrin Berger | North Carolina Courage FC Rosengård    | 14         |
| overige genomineerden |                   |                                        |            |
| 4.                    | Hedvig Lindahl    | Atlético Madrid                        | 7          |
| 5.                    | Alyssa Naeher     | Chicago Red Stars                      | 5          |

### FIFA FIFPro World11

#### FIFA FIFPro Men's World11
In samenwerking met FIFPro werd er voor een zesde keer op deze ceremonie een FIFA FIFPro Men's World11 opgesteld werd met de beste voetballers in het mannenvoetbal op hun positie. Op 14 december 2021 werden met de selectie de finalisten bekendgemaakt.
| positie       | World11              | World11                      |                        | overige selectieleden | overige selectieleden |
| positie       | speler               | club                         | speler                 | club                  |                       |
| ------------- | -------------------- | ---------------------------- | ---------------------- | --------------------- | --------------------- |
| doelman       | Gianluigi Donnarumma | AC Milan Paris Saint-Germain | Alisson                | Liverpool FC          |                       |
| doelman       | Gianluigi Donnarumma | AC Milan Paris Saint-Germain | Édouard Mendy          | Chelsea FC            |                       |
|               |                      |                              |                        |                       |                       |
| verdedigers   | David Alaba          | Bayern München Real Madrid   | Jordi Alba             | FC Barcelona          |                       |
| verdedigers   | Leonardo Bonucci     | Juventus FC                  | Trent Alexander-Arnold | Liverpool FC          |                       |
| verdedigers   | Rúben Dias           | Manchester City              | Dani Alves             | São Paulo             |                       |
|               |                      |                              |                        |                       |                       |
| middenvelders | Kevin De Bruyne      | Manchester City              | Sergio Busquets        | FC Barcelona          |                       |
| middenvelders | Jorginho             | Chelsea FC                   | Frenkie de Jong        | FC Barcelona          |                       |
| middenvelders | N'Golo Kanté         | Chelsea FC                   | Bruno Fernandes        | Manchester United     |                       |
|               |                      |                              |                        |                       |                       |
| aanvallers    | Erling Haaland       | Borussia Dortmund            | Karim Benzema          | Real Madrid           |                       |
| aanvallers    | Robert Lewandowski   | Bayern München               | Romelu Lukaku          | Internazionale        |                       |
| aanvallers    | Lionel Messi         | FC Barcelona                 | Kylian Mbappé          | Paris Saint-Germain   |                       |
| aanvallers    | Cristiano Ronaldo    | Juventus FC                  | Neymar                 | Paris Saint-Germain   |                       |

#### FIFA FIFPro Women's World11
In samenwerking met FIFPro werd er voor een derde keer op deze ceremonie een FIFA FIFPro Women's World11 opgesteld werd met de beste voetbalsters in het vrouwenvoetbal op hun positie. Op 14 december 2021 werden met de selectie de finalisten bekendgemaakt.
| positie       | World11            | World11                                |                    | overige selectieleden | overige selectieleden |
| positie       | speler             | club                                   | speler             | club                  |                       |
| ------------- | ------------------ | -------------------------------------- | ------------------ | --------------------- | --------------------- |
| doelvrouw     | Christiane Endler  | Paris Saint-Germain Olympique Lyonnais | Laura Benkarth     | Bayern München        |                       |
| doelvrouw     | Christiane Endler  | Paris Saint-Germain Olympique Lyonnais | Ann-Katrin Berger  | Chelsea LFC           |                       |
|               |                    |                                        |                    |                       |                       |
| verdedigers   | Millie Bright      | Chelsea LFC                            | Kadeisha Buchanan  | Olympique Lyonnais    |                       |
| verdedigers   | Lucy Bronze        | Manchester City                        | Ellie Carpenter    | Olympique Lyonnais    |                       |
| verdedigers   | Magdalena Eriksson | Chelsea LFC                            | Irene Paredes      | FC Barcelona          |                       |
| verdedigers   | Wendie Renard      | Olympique Lyonnais                     | Irene Paredes      | FC Barcelona          |                       |
|               |                    |                                        |                    |                       |                       |
| middenvelders | Estefanía Banini   | Levante UD Atlético Madrid             | Aitana Bonmatí     | FC Barcelona          |                       |
| middenvelders | Barbara Bonansea   | Juventus FC                            | Delphine Cascarino | Olympique Lyonnais    |                       |
| middenvelders | Carli Lloyd        | NJ/NY Gotham                           | Alèxia Putellas    | FC Barcelona          |                       |
|               |                    |                                        |                    |                       |                       |
| aanvallers    | Marta              | Orlando Pride                          | Pernille Harder    | Chelsea LFC           |                       |
| aanvallers    | Vivianne Miedema   | Arsenal WFC                            | Sam Kerr           | Chelsea LFC           |                       |
| aanvallers    | Alex Morgan        | Tottenham Hotspur Orlando Pride        | Gabrielle Onguéné  | CSKA Moskou           |                       |
| aanvallers    | Alex Morgan        | Tottenham Hotspur Orlando Pride        | Megan Rapinoe      | OL Reign              |                       |

### FIFA Puskás Award
Voor een zesde keer werd de FIFA Puskás Award op deze ceremonie uitgereikt aan het speler die het mooiste doelpunt maakte. Op 4 januari 2021 werd bekendgemaakt dat doelpunten van Erik Lamela, Patrik Schick en Mehdi Taremi de finalisten waren. Lamela won de prijs met zijn rabona namens Tottenham Hotspur tegen Arsenal FC op 14 maart 2021 en werd daarmee de opvolger van zijn voormalig teamgenoot Son Heung-min en de eerste Argentijnse winnaar van de prijs. Het was voor het eerst dat de prijs in achtereenvolgende jaren werd gewonnen namens dezelfde club.
| nr.                   | speler             | team                     | tegenstander        | competitie              | datum            | soort goal            | score      |
| finalisten            | finalisten         | finalisten               | finalisten          | finalisten              | finalisten       | finalisten            | finalisten |
| --------------------- | ------------------ | ------------------------ | ------------------- | ----------------------- | ---------------- | --------------------- | ---------- |
| 1.                    | Erik Lamela        | Tottenham Hotspur        | Arsenal FC          | Premier League          | 14 maart 2021    | rabona                | 22         |
| 2.                    | Mehdi Taremi       | FC Porto                 | Chelsea FC          | Champions League        | 13 april 2021    | omhaal                | 21*        |
| 3.                    | Patrik Schick      | Tsjechië                 | Schotland           | EK                      | 14 juni 2021     | afstandsschot         | 21         |
| overige genomineerden |                    |                          |                     |                         |                  |                       |            |
| —                     | Luis Díaz          | Colombia                 | Brazilië            | Copa América            | 23 juni 2021     | omhaal                | —          |
| —                     | Gauthier Hein      | AJ Auxerre               | Chamois Niortais    | Ligue 2                 | 10 april 2021    | dribbel               | —          |
| —                     | Valentino Lazaro   | Borussia Mönchengladbach | Bayer 04 Leverkusen | Bundesliga              | 8 november 2020  | scorpionkick          | —          |
| —                     | Riyad Mahrez       | Algerije                 | Zimbabwe            | Kwalificatie Afrika Cup | 16 november 2020 | dribbel               | —          |
| —                     | Sandra Owusu-Ansah | Supreme Ladies           | Kumasi Sports       | Ghana Premier League    | 8 mei 2021       | afstandsschot         | —          |
| —                     | Vangelis Pavlidis  | Willem II                | Fortuna Sittard     | Eredivisie              | 16 mei 2021      | dribbel               | —          |
| —                     | Daniela Sánchez    | Querétaro FC             | Atlético San Luis   | Liga MX                 | 16 januari 2021  | dribbel afstandsschot | —          |
| —                     | Caroline Weir      | Manchester City          | Manchester United   | Super League            | 12 februari 2021 | stift                 | —          |

### FIFA Fair Play Award
Voor een zesde keer werd op deze ceremonie de FIFA Fair Play Award uitgereikt aan een individu of groep die bij het voetbal de Fair Play-gedachte aanhield door zich aan de regels te houden, gezond verstand te gebruiken en anderen te respecteren. Op 23 november 2021 werd bekendgemaakt dat de spelers, medici en trainersstaf van het Deense nationale team, Claudio Ranieri en Scott Brown de finalisten voor de prijs waren. De spelers, medici en de trainersstaf van het Deense nationale team wonnen de prijs, nadat ze snel handelden en Eriksen beschermden toen hij een hartstilstand kreeg, waarmee ze de opvolger werden van Mattia Agnese.
| nr. | winnaar/genomineerde                              | reden | score |
| --- | ------------------------------------------------- | --- | ----- |
| 1.  | spelers, medici en de trainersstaf van Denemarken | Nadat Christian Eriksen gedurende een EK-wedstrijd te maken kreeg met een hartstilstand, werd er snel gehandeld en beschermden de spelers Eriksen.                       | —     |
| —   | Claudio Ranieri                                   | Een week nadat Internazionale kampioen van de Serie A werd, besloot de trainer van UC Sampdoria een erehaag voor Internazionale te geven.                                | —     |
| —   | Scott Brown                                       | Drie dagen nadat Glen Kamara slachtoffer was van racisme bij een Europa League-duel, zocht Brown Kamara, speler van Celtic FC's rivaal Rangers FC, op om hem te steunen. | —     |

### FIFA Fan Award
Voor een zesde keer werd op deze ceremonie de FIFA Fan Award uitgereikt aan een (groep) fan(s) die verantwoordelijk was voor het mooiste fan-moment. Op 22 november 2021 werd bekendgemaakt dat fans van Denemarken en Finland, fans in Duitsland en Imogen Papworth-Heidel de finalisten waren. De fans van Denemarken en Finland wonnen de prijs, nadat zij gezamenlijk de naam van Christian Eriksen scandeerden toen de EK-wedstrijd stillag na een hartstilstand van Eriksen, waarmee zij de opvolger van Marivaldo Francisco da Silva werden.
| nr. | winnaar/genomineerde           | reden | score  |
| --- | ------------------------------ | --- | ------ |
| 1.  | Fans van Denemarken en Finland | Terwijl hun EK-wedstrijd stillag wegens een hartstilstand van Christian Eriksen, scandeerden de fans gezamenlijk de naam van Eriksen.                                                                                   | 42,07% |
| 2.  | Imogen Papworth-Heidel         | Om geld in te zamelen voor zorgmedewerkers tijdens de coronapandemie, startte de 11-jarige een actie om ruim 7 miljoen keer hoog te houden, waarvan ze zelf verantwoordelijk was voor ruim een miljoen maal hooghouden. | 30,46% |
| 3.  | Fans in Duitsland              | Terwijl overstromingen in Duitsland veel schade aanrichtten, steunden de fans van voetbalclubs in Duitsland de slachtoffers door o.a. voedsel en geld te collecteren.                                                   | 27,47% |

### The Best FIFA Special Award
In 2021 werden ook The Best FIFA Special Awards uitgereikt aan de spelers die het record in handen hadden voor het meeste aantal interlanddoelpunten ter wereld.
| categorie | speler             | nationale elftal |
| --------- | ------------------ | ---------------- |
| mannen    | Cristiano Ronaldo  | Portugal         |
| vrouwen   | Christine Sinclair | Canada           |